# Крестовникова, Юлия Тимофеевна
Ю́лия Тимофе́евна Кресто́вникова (урождённая Моро́зова; 6 (18) июня 1858 — 29 января 1920) — крупная благотворительница. Владелица усадьбы Загорье.

## Биография
Из династии купцов Морозовых. Потомственная почётная гражданка. Дочь Тимофея Саввича Морозова и его супруги Марии Фёдоровны, старшая сестра Саввы и Сергея Морозовых.
Детство Морозовых прошло в Москве, в Большом Трехсвятительском переулке, в усадьбе, «огороженной каменной стеной с железной решеткой, с тянущимся по косогору садом». Детей воспитывали в атмосфере строгого церковного благочестия: чтения молитв и регулярного посещения церковных служб, в доме на третьем этаже была устроена крупнейшая в Москве моленная белокриницкого согласия, освященная во имя Святого Николая Чудотворца.
Несмотря на ограничения, которые предполагала их религия, Морозовы вели вполне светский образ жизни: интересовались театром, устраивали балы. В доме Морозовых каждую неделю проходили «назначенные вторники», на которые приглашались родственники и близкие друзья. По воспоминаниям Марии Александровны Гарелиной, в конце 1876 года на один из них приглашение от Марии Фёдоровны получили она сама и её младшая сестра Татьяна, дочери гласного Московской городской думы Александра Константиновича Крестовникова, который во многих делах являлся компаньоном
Тимофея Саввича. Здесь девушки познакомились и подружились с дочерью хозяйки — девятнадцатилетней Юлией Тимофеевной, которая «…считалась чуть ли не самой хорошенькой барышней в Москве». С этого момента молодые Крестовниковы и Морозовы стали поддерживать дружеские отношения и гостить друг у друга. Сёстры регулярно ездили в Зуево. Зимой посещали каток, летом гуляли в саду, играли в крокет и в кегли, катались на лодках по реке, совершали конные прогулки или отправлялись на пикник. Юлия Тимофеевна по воскресеньям почти всегда навещала Крестовниковых, и «скучные родственные вечера немного оживились».
По воскресеньям мы съезжались в манеж к Леману. Мы с братом и мамашей, а Юлия с мальчиками и их гувернером [Евгением Александровичем], или же с самим Тимофей Сав[вичем]

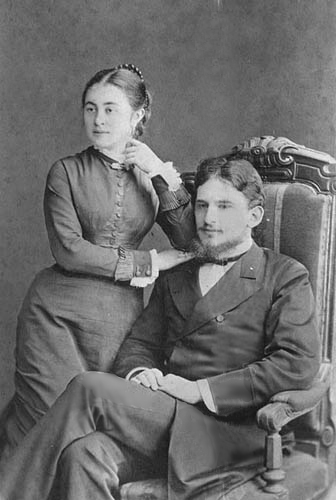
Ю. Т. Крестовникова с мужем

Вскоре Юлия Тимофеевна увлеклась Григорием Александровичем (1855—1918), сыном А. К. Крестовникова. Первым помощником Юлии Тимофеевны в сердечных делах стал младший брат Савва, умевший «устраивать чужие дела» и бывший «почтальоном» — носил письма сестры к Крестовникову.
В первый раз Савва проявил свои чисто дипломатические способности», когда завязался роман между его красавицей-сестрой, Юлией Тимофеевной Морозовой, и Григорием Александровичем Крестовниковым. Это случилось в конце 1870-х годов. Савва Тимофеевич, которому в тот момент было около шестнадцати лет, старательно оберегал старшую сестру от козней недоброжелателей, которые пытались развести эту пару. Кроме того, «он в это время стал поверенным Юлии и её помощником в её отношениях к Грише. Весьма чуткий и понятливый, он угадывал всякий её взгляд. Устраивал, чтобы они оставались одни. Занимал лишних гостей. Отвлекал на себя внимание других, когда видел, что они уж слишком увлеклись друг другом».
11 июня 1878 года в единоверческой церкви состоялось венчание Юлии Тимофеевны и Григория Александровича Крестовникова. При этом невесте пришлось поменять вероисповедание: Крестовниковы были приверженцами Синодальной церкви. По случаю свадьбы родители и члены обоих семейств (всего 12 человек) вместе с молодожёнами отправились в двухмесячное заграничное путешествие, посетив Германию, Швейцарию, Францию. В Париже старшее поколение заинтересовала Всемирная выставка, особенно промышленный отдел, а молодежь «…находилась все больше в художественном отделе, так как наша симпатия к живописи всё более и более вырастала», посещали театр, «были в Версале и ещё где-то из окрестностей. Забегали как-то в Лувр посмотреть картины, но всё-таки досконально многого не видели».
После свадьбы Крестовниковы поселились в усадьбе в Большом Трёхсвятительском переулке, рядом с родовым владением Морозовых. Юлия Тимофеевна была крупной московской домо- и землевладелицей. «У бабушки была мания строить дома. Строились они беспорядочно. Не успели достроить новый, как у старого текли крыши. А их было немало — весь большой Трехсвятительский переулок был наш.» В 1913 году по заказу Крестовниковой архитектором И. А. Германом было построено здание в неоклассическом стиле «Доходный дом Ю. Т. Крестовниковой» (ныне в Басманном районе). На её имя была записана усадьба Загорье. Ей же фактически принадлежала дача Листа в Царицыне. Крестовникова состояла пайщицей Товарищества Никольской мануфактуры, после смерти матери числилась кандидатом в правление, но отказалась из-за слабого здоровья.
Юлия Тимофеевна была женщиной болезненной. После рождения в 1896 году младшего сына Григория она была практически парализована и передвигалась в инвалидной коляске. Ей сделали две операции: в Петербурге и в Германии, Юлия Тимофеевна ездила на юг, но ничего не помогало.
Бабушка страдала ревматизмом. Эта болезнь у нас «фамильная»… Бабушку возили в Париж к  Charcot, он когда–то вылечил тетю Соню. Но болезнь у бабушки была запущенной и ей помогали только крымские грязи в Саки. Уже куда позже, она не сидела в кресле, а лежала. После Сочи и Крыма немного ходила. Но только до коляски, чтобы потом в ней лечь.
После свершившейся революции положение семьи ухудшилось: становилось трудно с продуктами, не хватало дров для отопления. Многим родственникам, участвовавших в контрреволюционной деятельности, нужно было скрываться. В 1918 году всё имущество Крестовниковых было национализировано. «Деда с бабушкой перевезли на чью -то, не помню, квартиру. Дед помирал трудно и долго. Было жалко видеть бабушку вечно в слезах». Позднее Юлия Тимофеевна переехала в Нащокинский переулок к родственнице-«коммунистке» Софье Стахеевой, которая «сошлась с коммунистом-евреем, командующим 3-й красной армией Марком Белинским».
Юлия Тимофеевна Крестовникова скончалась 29 января 1920 года и похоронена на кладбище Покровского монастыря.

## Благотворительная деятельность
Юлия Тимофеевна активно занималась благотворительной деятельностью. Она являлась членом попечительского совета о бедных Хитрова рынка, состояла попечительницей Симоновской школы рукоделия на Арбате, которую основал её дед купец 2-й гильдии Ф. И. Симонов. При школе был устроен интернат, в котором жили ученицы, обучавшиеся в течение четырёх лет портновскому делу.
Мария Фёдоровна и Сергей Тимофеевич поручили Юлии распоряжаться средствами Морозовых, выделяемыми на благотворительность. Она же руководила строительством учреждений, которые потом передавались Московскому городскому общественному управлению.
На деньги Юлии Тимофеевны был построен и полностью оборудован открытый в 1908 году каменный двухэтажный корпус Старо-Екатерининской больницы для хронических больных на 54 койки. Строительство было поручено архитекторам А. И. Роопу и И. А. Герману. Позднее Крестовникова инициировала строительство ещё двух корпусов: для нервных больных в память брата Саввы Тимофеевича и родильного приюта в память рано умершей дочери Алевтины. Выделенных Крестовниковой и Морозовыми средств хватило на устройство родовспомогательного корпуса на 74 койки, но благодаря вкладу М. Д. Карповой и А. Д. Алексеевой (дочерей Давида Абрамовича Морозова) был надстроен третий этаж, что позволило увеличить количество коек до 104. Строительство обоих корпусов было поручено И. А. Герману. Крестовникова выделяла деньги для устройства кабинетов в Яузской больнице.
В 1908 году Юлия Тимофеевна от имени матери заявила о желании безвозмездно построить ночлежный дом на 800 человек. Пятиэтажное здание было выстроено на улице Пресненский вал в следующем году, что позволило обеспечить жильём приезжающих на заработки людей.
23 февраля 1912 года Ю. Т. Крестовникова обратилась в Московскую городскую думу с просьбой: «Во исполнение завещания покойной моей матери, Марии Фёдоровны Морозовой, имею честь просить Московскую городскую думу разрешить мне приступить к постройке в городе Москве „Биржи Труда“ по плану, выработанному попечительством Хитрова рынка, на средства, оставленные моей покойной матерью, с условием, чтобы постройка велась непосредственно мною и именовалась „Биржа Труда памяти Тимофея Саввича Морозова.“» Биржа была открыта через два года.
Не оставляла своим вниманием Юлия Тимофеевна и Загорье: 1897 году она купила участок земли для обустройства лечебницы, на средства Крестовниковых содержалась церковно-приходская школа.

## Семья
В браке родились 3 дочери и 3 сына:
- Софья (1879—1950) — первая супруга Дмитрия Ивановича Стахеева (1877—1938)[19];
- Мария (1880—1956) — супруга Николая Густавовича Листа (1875—1942), сына купца 1-й гильдии Г. И. Листа. Их сын Григорий (1904—1994) был конструктором[20];
- Алевтина (1884—1906) — супруга врача Александра Дмитриевича Воскресенского (1872—1963). Скончалась при родах вместе с ребёнком;
- Александр (1887—1962);
- Тимофей (1892—?);
- Григорий (1896—1916)— умер от «испанки».